# ماريو ألفورد
ماريو ألفورد (بالإنجليزية: Mario Alford)‏ هو لاعب كرة قدم أمريكية أمريكي، ولد في 25 فبراير 1992 في غرينفيل في الولايات المتحدة.

## وصلات خارجية
- ماريو ألفورد على موقع مرجع كرة القدم المحترفة.كوم (الإنجليزية)